# José María Lasa
José María Lasa Ibarguren (Andoain, 3 marzo 1948) è un ex calciatore spagnolo di origini basche.

## Carriera

### Club
Debutta in prima squadra con lo Logronés nella stagione 1967-1968, passando nella successiva al Real Valladolid, in Segunda División. Dopo due anni viene acquistato dal Granada, con cui debutta in Primera División spagnola.
Nell'estate 1972 passa all'Athletic Bilbao, con cui disputa sei stagioni ed un totale di 222 partite, di cui 177 in campionato, vincendo una Coppa del Generalìsimo.
Nel 1978 viene ceduto al Real Saragozza, con cui resta altri due anni nel massimo campionato spagnolo. Chiude la carriera in squadre basche nelle categorie minori.
Conta una presenza con la Selezione di calcio dei Paesi Baschi.

## Palmarès

### Club

#### Competizioni nazionali
- Coppa di Spagna: 1

Athletic Bilbao: 1972-1973